# Žofie Chotková
Žofie Marie Josefína Albína roz. hraběnka Chotková z Chotkova a Vojnína (od roku 1900 kněžna a od roku 1909 vévodkyně z Hohenbergu; 1. března 1868, Stuttgart – 28. června 1914, Sarajevo) byla česká šlechtična pocházející ze starého šlechtického rodu Chotků. Dne 1. července 1900 uzavřela v Zákupech morganatický sňatek s rakouským arcivévodou a předpokládaným následníkem trůnu Františkem Ferdinandem d'Este. Zemřela při atentátu v Sarajevu.

## Život

### Mládí a život do sňatku

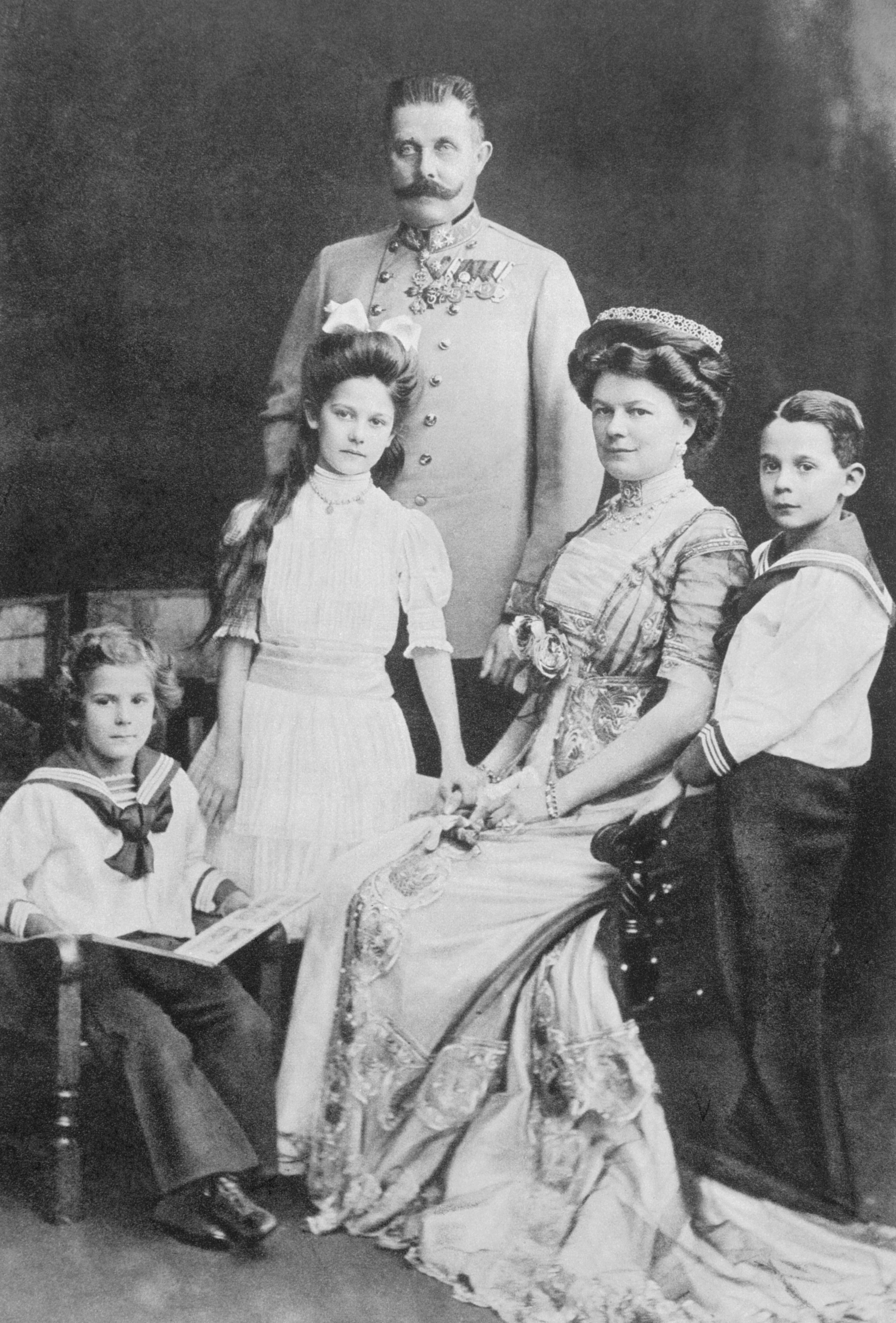
Žofie s manželem a dětmi, asi 1910

Erb, který Žofie Chotková získala po sňatku s Františkem Ferdinandem d'Este po povýšení na kněžnu z Hohenbergu (1900).

Žofie Marie Josefína Albína hraběnka Chotková z Chotkova a Vojnína byla dcera hraběte Bohuslava Chotka a jeho manželky Vilemíny hraběnky Kinské z Vchynic a Tetova a byla dvorní dámou arcivévodkyně Isabely z Croy, manželky rakouského arcivévody a těšínského vévody Bedřicha Rakousko-Těšínského (známý markýz Gero ze Slezských písní Petra Bezruče). Asi roku 1896 se v Praze seznámila s rakouským arcivévodou Františkem Ferdinandem. Oba mladí lidé se do sebe zamilovali a začali si dopisovat. Návštěvy Františka Ferdinanda u strýce Bedřicha Rakousko-Těšínského byly také častější než dříve, a tudíž se jeho teta se strýcem mohli domnívat, že se jednou stanou blízkými příbuznými příštího rakouského císaře, neboť byli přesvědčeni, že důvodem návštěv je některá z jejich dcer.

### Sňatek
Když roku 1898 arcivévodkyně Isabela zjistila, že se následník trůnu neuchází o její dceru, ale pouze o její dvorní dámu, poté co náhodou našla jeho zapomenutý medailon s Žofiinou podobenkou uvnitř, vyvolala skandál. Žofie i František Ferdinand věděli, že přesvědčit císaře, aby svolil k sňatku, nebude snadné. Císař František Josef I. v duchu svazujících zákonů habsburského panovnického domu, podle nichž členové dynastie mohli uzavírat sňatky pouze s příslušníky panovnických dynastií, tento manželský svazek striktně odmítal pro nevěstinu nerovnorodost. Chotkové mezi tyto rodiny nepatřili, i když v ženské linii mezi Žofiinými předky byli velkovévodové bádenští, Hohenzollernové-Hechingen a Lichtenštejnové. František Ferdinand se však odmítl oženit s kýmkoli jiným. Papež Lev XIII., ruský car Mikuláš II. i německý císař Vilém II. posílali císaři žádosti v jeho prospěch, argumentujíce tím, že nesoulad mezi císařem a následníkem by byl rušivým prvkem pro stabilitu monarchie. Císař František Josef I. však, v zájmu monarchie, dal svolení pouze k morganatickému sňatku a František Ferdinand musel podepsat dokument, v němž se za své budoucí potomky vzdával jakýchkoli nároků na trůn monarchie. Svatba se uskutečnila 1. července 1900 v Zákupech a nezúčastnil se jí nikdo z císařské rodiny, ani Františkovi sourozenci. Z ženichovy strany dorazily pouze nevlastní matka Marie Tereza a obě její dcery. Téhož dne byla Žofie povýšena na kněžnu z Hohenbergu s oslovením Její Jasnost (Ihre Durchlaucht).

### Rodinný život
Manželé žili na zámku Konopiště, který František Ferdinand zakoupil v roce 1887 jako lovecký zámeček, a který nechal přestavět. Žofie porodila na zámku dvě ze tří dětí a vedla zde klidný a šťastný rodinný život. Svého manžela nesměla oficiálně doprovázet a jejím prvním vystoupením na veřejnosti byla cesta do Sarajeva. Celou rodinu několikrát navštívila arcivévodova nevlastní matka Marie Tereza a jejich hostem byl i německý císař a pruský král Vilém II., který hostitelce daroval drahocenný servis.
V říjnu 1909 byla Žofie povýšena do vévodského stavu ad personam – stala se vévodkyní z Hohenbergu s titulem Její Výsost (Ihre Hoheit). To patřičně pozvedlo její status, neboť dosud byla při ceremoniálních příležitostech v nižším postavení, nežli jiné byť i významné arcivévodkyně a docházelo tak často k poněkud prekérním situacím, kdy z tohoto důvodu nemohla být po boku svého manžela.

### Osudná cesta do Sarajeva
Žofie se se svým manželem zúčastnila vojenských manévrů v Sarajevu. 28. června 1914 při návštěvě města byla zasažena kulkou z pistole atentátníka. Kulka přerušila břišní tepnu a Žofie na místě vykrvácela. Také její manžel František Ferdinand atentátu podlehl. Spěšný pohřeb se konal ve Vídni bez přítomnosti dětí. Žofiina rakev, na níž byly položeny vějíř a rukavice, jako symbol ženy (nikoli dvorní dámy), stála na stejné úrovni jako rakev zesnulého Františka Ferdinanda; často udávaná informace, že rakev byla o stupeň níže než manželova, čímž mělo být zdůrazněno Žofiino nižší postavení, se nezakládá na pravdě. Žofie byla pohřbena v rodinné hrobce na zámku Artstetten.

## Potomci
Ze šťastného manželství, které bylo často označováno jako romantické, se Františku Ferdinandovi a Žofii narodili čtyři potomci:
- 1. Žofie z Hohenbergu (24. července 1901, Konopiště – 27. října 1990, Thannhausen), ⚭ 1920 hrabě Fridrich Nostitz-Rieneck (1. listopadu 1893 – 29. prosince 1973)
- 2. Maxmilián z Hohenbergu (29. září 1902, Belveder, Vídeň – 8. ledna 1962), ⚭ 1926 hraběnka Alžběta Bona z Waldburku, Wolfeggu a Waldsee (10. srpna 1904 – 13. března 1993)
- 3. Arnošt z Hohenbergu (27. května 1904, Konopiště – 5. března 1954, Štýrský Hradec), ⚭ 1936 Maria Therese Wood (9. května 1910 – 28. listopadu 1985)
- 4. syn (*/† 1908)